# Muni (monde indien)
Le Muni (sanskrit et pâli: मुनि) est un sage. En Inde, le terme s'emploie dans différentes religions pour désigner différentes sortes de voyants, de saints, d'ascètes, d'ermites —en particulier des personnes qui ont fait vœu de silence,. Des vœux de posture physique peuvent être associés à ce dernier.

## Emplois

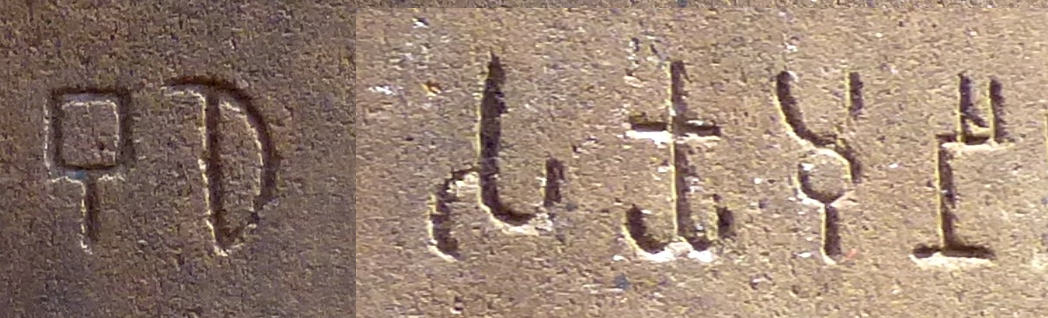
« Buddha Sakyamunī » en écriture brahmi (bu-dhe / sa-kya-mu-ni) sur un pilier d'Ashoka à Lumibini.

Dans l'hindouisme, c'est terme traditionnel que l'on retrouve dans les épopées (Mahabharata, Ramayana) et dans les Puranas. Il remplace l'ancien terme védique rishi (voyant). Il est toujours utilisé dans l'hindouisme moderne, bien que dans une moindre mesure que sadhu et swami. Il désigne alors surtout le vœu de silence
Dans le bouddhisme, le mot renvoie essentiellement au Bouddha historique et aux Pratyekabuddha (bouddha par soi). On le trouve d'ailleurs dans deux des épithètes les plus communes du Bouddha: Shakyamuni (Sage du clan des Shakya) et Mahamuni (Grand Sage). On le trouve aussi dans un mantra célèbre « Om muni muni mahamuni Shakyamuni svaha », soit « Om, sage, sage, grand sage Shakyamuni, salut! ».
Dans le jaïnisme, le mot désigne un moine respecté.  